# Миро (король свевов)
Миро (лат. Mir, Mirio, Mirus; умер в 583) — король свевов в Галисии (современная западная Испания и северная Португалия) в 570—583 годах.

## Биография

### Война с вестготами
Король попытался расширить границы своего государства, что могло произойти только за счёт соседнего государства, то есть Вестготского королевства. Видимо, в этом своём стремлении свевы, недавно принявшие никейское христианство, опирались на поддержку иберо-римского населения Испании и союзные отношения с Византией, то есть на своих единоверцев. На втором году своего правления — в 572 году — Миро пошёл войной на русконов. Русконами (или рунконами) было баскское племя обитающее в Кантабрии (на севере Испании). Это нападение на народ находящийся, хоть и формально, в пределах Вестготского королевства, не мог не вызвать ответной готской репрессии против свевов и вскоре Миро пришёл в непосредственное столкновение с вестготами.
В 573 году король ветготов Леовигильд, согласно Иоанну Бикларскому, «войдя в Сабарию, опустошил Саппос (то есть область племени саппов)». Захват Сабарии (области, вероятно, расположенной между Саморой и Саламанкой) был очевидно предпринят с целью выбить оттуда Миро. Захваченную провинцию Леовигильд передал в управление двум своим сыновьям от покойной супруги Герменегильду и Реккареду, сделав их соправителями. О взятии Сабарии упоминает также Исидор Севильский: «Сабария была завоевана целиком».
В 574 году Леовигильд, согласно Иоанну Бикларскому, «войдя в Кантабрию, уничтожил захватчиков провинции». Заняв Кантабрию, вестготы могли угрожать непосредственно королевству свевов в Галисии. Свевы также совершали походы в Кантабрию. Так что под «захватчиками провинции» можно предполагать свевов. Власть как свевов, так и вестготов над Кантабрией была номинальной: провинция управлялась местной знатью, собрания которой упоминаются ещё в VII веке сарагосским епископом Браулио. В 576 году продолжает Иоанн «Король Леовигильд тревожил земли свевов в Галисии, и король Миро через послов предложил мир, который через короткое время был заключен». Причины, вызвавшие прекращение наступления вестготов, остались неизвестными. Видно, Миро любыми способами пытался сохранить свою независимость от вестготов.

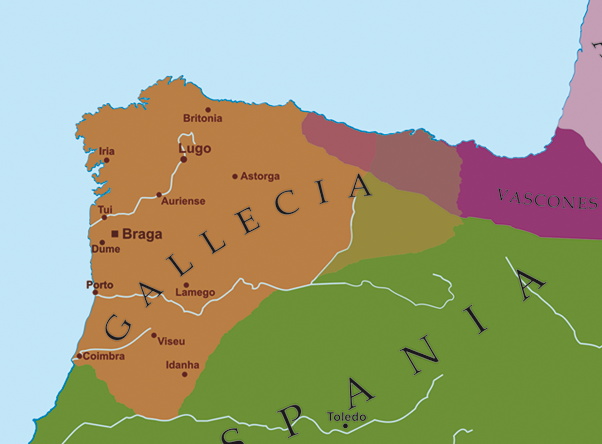
Королевство свевов в Галисии

Как вестготы, так и свевы во время наступившего перемирия вели переговоры с франками. Миро послал в 580 году посольство к королю франков в Бургундии Гунтрамну, но они были перехвачены и задержаны по пути союзником Леовигильда королём франкского королевства Нейстрия Хильпериком I.

«Миро, король Галисии, направил к королю Гунтрамну послов. И когда они проходили через границу области Пуатье, которая тогда принадлежала королю Хильперику, ему сообщили об этом. И король Хильперик приказал доставить их к нему под охраной и содержать их в Париже под стражей. … Послов же свевов через год отпустили, и они вернулись на родину».
Леовигильд же в 579 году заключил брачный союз между своим сыном Герменегильдом и Ингундой, дочерью короля франков в Австразии Сигиберта I.

### Отношения с церковью
Миро в период своего царствования поддерживал хорошие отношения с Церковью. В 572 году он созвал Второй собор в Браге, дополняющий Первый собор проведённый в 561 году в этом же городе.
Второй собор проходил с участием епископов Визеу, Коимбры, Иданьо и Ломего. Это доказывает, что в какой-то момент темного периода в истории свевов им удалось расширить своё королевство до устья реки Тахо (ранее граница проходила по реке Дуэро). Поэтому в конце VI века, когда у нас вновь появляются источники информации, под «Галисией» уже понимается более обширная провинция по сравнению с существовавшей в римские времена и при жизни Идация.
Мартин из Думио, архиепископ Браги и примас Галисии, у которого были близкие и дружественные отношения с Миро, посвятил ему свой главный труд «Formula Vitae Honestae», а также, вероятно, и «Exhortatio Humilitatis», причисляемый к произведениям Мартина. Мартин рекомендовал советникам короля прочесть его «Formula» с тем, чтобы давать монарху более достойные советы.

### Последний поход и смерть
В 583 году Миро, согласно Григорию Турскому, поддержал восстание Герменегильда против его отца Леовигильда. С войском свевский король явился под Севилью, где уже как год был осаждён Герменегильд. Тут он был окружен войсками Леовигильда и, чтобы сохранить свою армию, был вынужден принести клятву верности вестготскому королю. Исидор Севильский и Иоанн Бикларский утверждают, что Миро, наоборот, явился на помощь Леовегильду, чтобы сообща разгромить Герменегильда, и что там под Севильей он и умер. Григорий Турский же говорит, что Миро вернулся на родину, где спустя несколько дней умер. По словам Григория, причиной смерти короля явились скверная вода и нездоровый климат в окрестностях Севильи, от чего тот и заболел.
Современные историки отдают предпочтение всё же версии Григория Турского, принимая в расчёт союзные отношения свевов с франками и Византией, постоянную враждебность между готами и свевами, и общую веру свевов и мятежников Герменегильда, в отличие от арианской ереси, исповедуемой Леовегильдом.
Правил Миро 13 лет.